# Some Girls (chanson des Rolling Stones)
Pour les articles homonymes, voir Some Girls.
Pistes de Some Girls
Just My Imagination (Running Away with Me)
(3) Lies
(5)
Some Girls est une chanson du groupe de rock britannique The Rolling Stones parue le 9 juin 1978 sur l'album Some Girls.
Écrite par Mick Jagger et Keith Richards, la chanson est fortement controversée en raison de ses paroles très sexistes.

## Description
La chanson est un exemple clair des utilisations non conventionnelles de la guitare électrique tout au long de l'album Some Girls. La prise d'origine de la chanson durait environ 23 minutes et les couplets chantés par Jagger ont changé au fur et à mesure que la chanson se développait. Sugar Blue, qui a joué de l'harmonica lors des sessions du disque, a inclus quelques solos bluesy sur la chanson.
Comme pour Under My Thumb, Brown Sugar et Star Star, les paroles de Some Girls suscitent la controverse en raison de la façon dont elles représentaient les femmes. La phrase « les filles noires veulent juste se faire baiser toute la nuit » a enragé les militants des droits civiques. Dans sa critique de l'album, l'écrivain de Rolling Stone Paul Nelson l'a qualifié de « ... une horreur sexiste et raciste... » mais a ajouté « ... c'est aussi terriblement drôle et étrangement désespéré d'une manière qui vous met dans la peau et fait que vous en souciez ».

## Polémique
Le leader des droits civiques Jesse Jackson a rencontré Ahmet Ertegun, président du conseil d'administration d'Atlantic Records (le distributeur du disque). La maison de disques a refusé d'éditer la chanson pour les futures sorties et le groupe a publié une déclaration disant que les paroles se moquaient en fait des sentiments stéréotypés envers les femmes,.
Avec humour, Garrett Morris, membre de la distribution de Saturday Night Live, a commenté la controverse avec un faux éditorial lors de la séquence Weekend Update de l'émission : après avoir donné l'impression qu'il allait critiquer ouvertement les Stones, il a cité une version aseptisée de la ligne « Les filles noires juste... », puis a déclaré : « J'ai quelque chose à vous dire, M. Mick Jagger... où sont ces femmes ? ».

## En concert
La chanson a été régulièrement jouée lors de la tournée nord-américaine No Security en 1998, qui s'est concentrée sur des chansons peu connues du catalogue du groupe.
Cependant, lorsque les Stones ont interprété la chanson dans le film Shine a Light de Martin Scorsese en 2008, le vers sur les femmes noires a été supprimé.

## Personnel
Crédités:
- Mick Jagger: chant, guitare électrique
- Keith Richards: guitare électrique, guitare acoustique, basse, chœurs
- Ron Wood: guitare électrique, guitare acoustique
- Bill Wyman: synthétiseur
- Charlie Watts: batterie
- Sugar Blue: harmonica